# Hatfield House

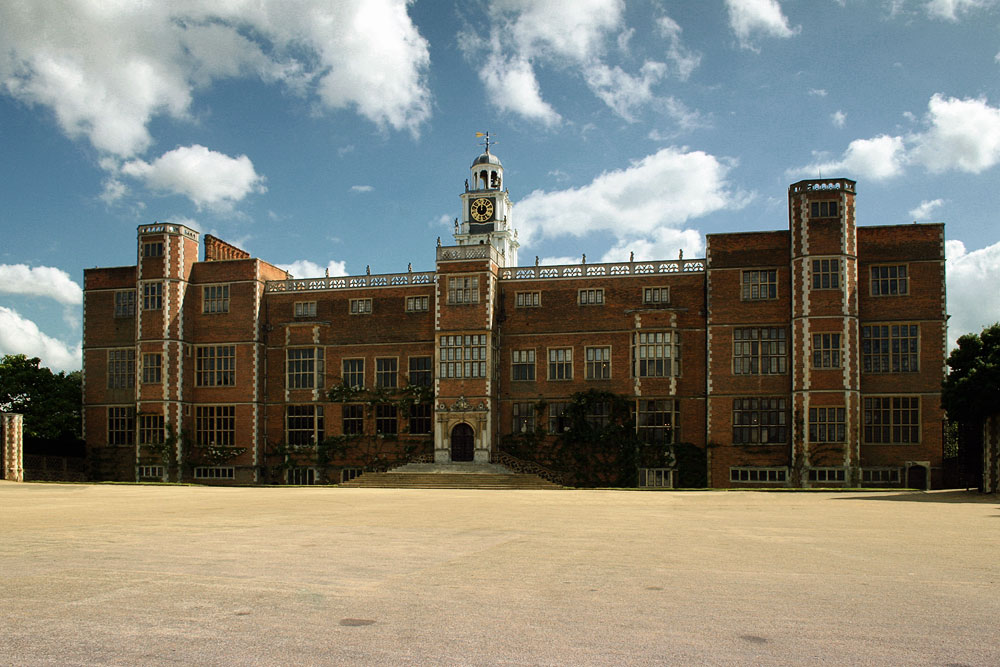
Fachada norte de Hatfield House.

Hatfield House é um palácio rural situado num grande parque, o "Great Park", no lado Este da cidade de Hatfield, Hertfordshire, Inglaterra. O actual edifício em arquitectura Jacobeana foi construído em 1611 por Robert Cecil, 1º Conde de Salisbury e Ministro-Chefe do Rei Jaime I, e tem sido a casa de família Cecil desde então. Actualmente é a residência de Robert Gascoyne-Cecil, 7º Marquês de Salisbury. O palácio, como se pode ver aqui, está aberto ao público.

## História

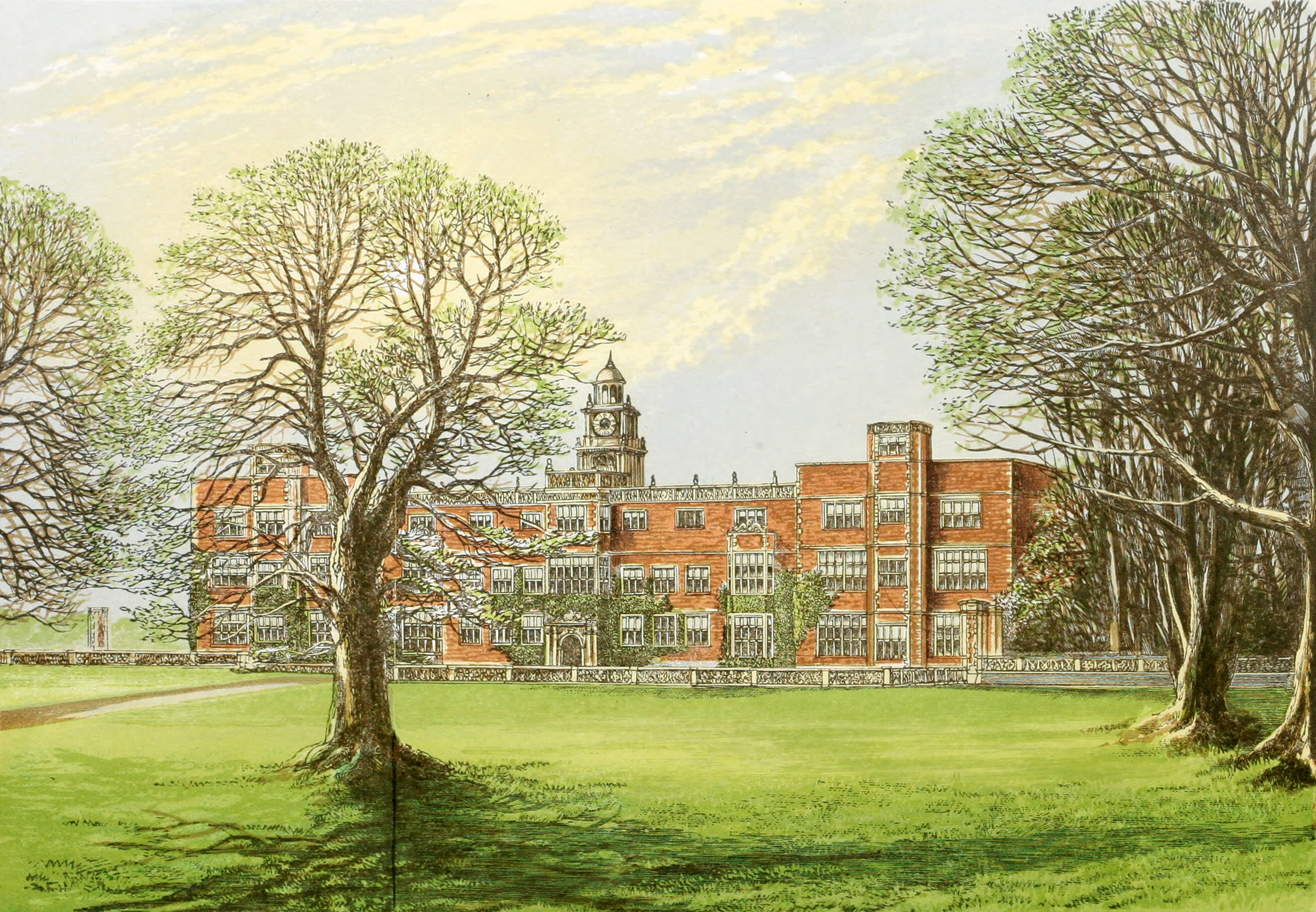
A fachada Norte de Hatfield House em 1880.

Anteriormente existia um outro palácio no local, o "Royal Palace of Hatfield". Só uma parte deste ainda subsiste a uma pequena distância do edificio actual. Este palácio foi a casa de infância e residência preferida da Rainha Isabel I. Construído em 1497 pelo Bispo de Ely, o Ministro de Henrique VII, John Cardinal Morton, este compreendia quatro alas num quadrado rodeando um pátio central. O palácio foi desapropriado por Henrique VIII juntamente com outras propriedades da Igreja.
Os filhos de Henrique VIII, Eduardo (futuro Eduardo I) e Isabel (futura Isabel I), passaram a sua juventude no Hatfield Palace. Em 1548, Isabel, então com apenas 15 anos de idade, esteve sob suspeita de ter contraído casamento ilegalmente com  Thomas Seymour. O palácio e os seus criados foram retidos pelo agente de Eduardo VI, Robert Tyrwhit, e ela foi interrogada ali mesmo. Isabel conseguiu defender-se com inteligência e desafio.  Seymour foi executado em 1549 por numerosos crimes contra a Coroa. Depois de passar dois meses aprisionada na Torre de Londres por Maria I, Isabel regressou a Hatfield. O "Queen Elizabeth Oak" (Carvalho da Rainha Isabel) nos campos da propriedade é tido como o foi dito a Isabel que era Rainha. Em Novembro de 1558, depois da morte da sua irmã Maria Tudor, Isabel reuniu o seu primeiro Conselho de Estado, no Grande Hall de Hatfield.

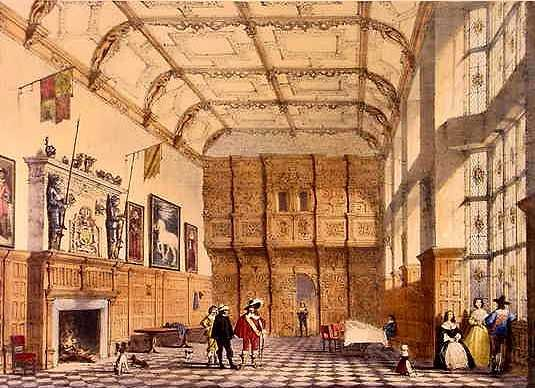
O Grande Hall.

O sucessor de Isabel I, James I não gostava muito do palácio e por isso deu-o ao Ministro-Chefe de Isabel I (e seu próprio), Robert Cecil, 1º Conde de Salisbury, em troca por Theobalds House, o qual era a casa de família de Cecil. Cecil gostava de construir, e por isso deitou abaixo três das alas do Palácio Real (as alas laterais e traseira do quadrado) em 1608 e usou os tijolos para construir a presente estrutura. O arquitecto contratado para as obras foi Robert Lyminge.
O 3º Marquês de Salisbury, Robert Arthur Talbot Gascoyne-Cecil, foi primeiro-ministro por três vezes durante o reinado da Rainha Vitória.
Hatfield House é uma popular atracção turística devido aos muitos objectos associados à Rainha Isabel I, incluindo algumas luvas e um par de meias compridas de seda, que se acredita terem sido as primeiras na Inglaterra. A biblioteca exibe um longo rolo de pergaminho com iluminuras mostrando a linhagem de Isabel I, com antepassados até Adão e Eva. O "Marble Hall" (Hall de Mármore) contém o "Ermine Portrait" de Isabel, por Nicholas Hilliard.
A "State Rooms" alberga muitas pinturas importantes, mobilias, tapeçarias e armaduras. A "Grand Staircase" (Grande Escadaria), em madeira ricamente entalhada, e a rara janela com vidros coloridos da capela privada estão entre as características originais do palácio Jacobeano.

## Jardins

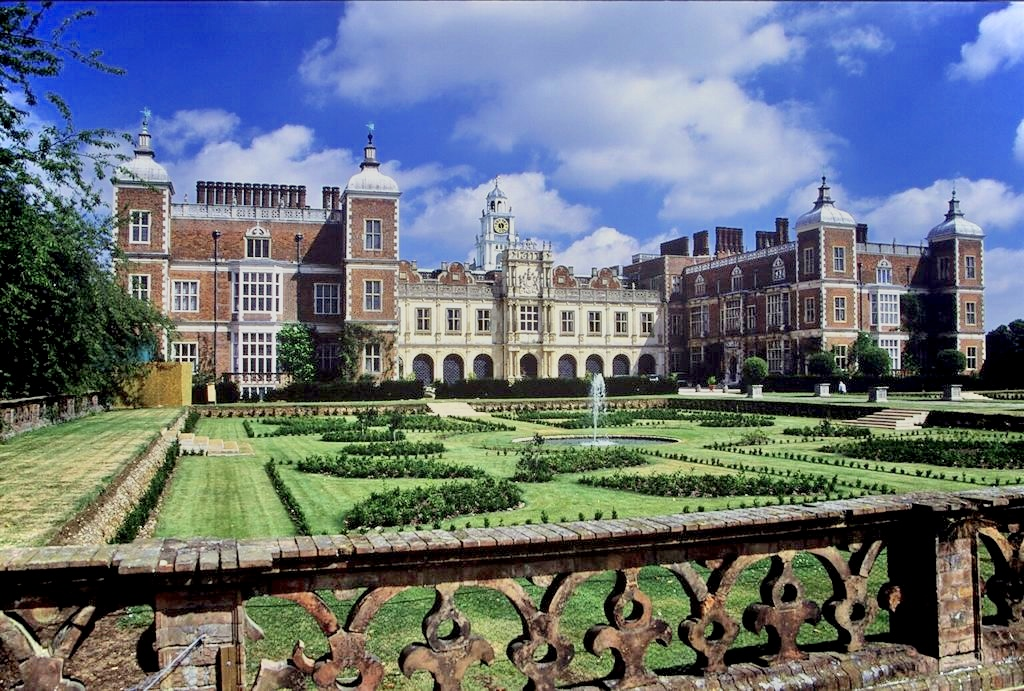
Fachada sul de Hatfield House vista através dos jardins.

Os jardins, cobrindo 42 acres (170.000m²), data do início do século XVII, e foram dispostos por John Tradescant, o velho. Tradescant visitou a Europa continental e comprou árvores e plantas que nunca antes haviam crescido na Inglaterra. Os jardins incluiam pomares, fontes, plantas aromáticas, parterres com água, terraços, herbários e um labirinto. Os jardins foram negligenciados durante o século XVIII, mas o restauro começou na Época Vitoriana e continua com a actual Nobre Marquesa de Salisbury.
Durante a Primeira Guerra Mundial, os terrenos foram usados para experimentar os primeiros tanques de guerra britânicos. Uma área foi escavada com trincheiras e crateras e cobertas com arame farpado para representar terra de ninguém e linhas de trincheira alemãs na Frente Ocidental. Para comemorar isto, o único tanque Mark I sobrevivente esteve estacionado em Hatfield entre 1919 e 1970 antes de ser transferido para o "Bovington Tank Museum".

## Visitas
As "State Rooms" podem ser vistas em visitas guiadas durante a semana, podendo os visitantes olhar em volta sem tempo marcado aos fins-de-semana. Às Sextas-feiras, o Garden Connoisseur's Day (Dia dos Grandes Conhecedores), o palácio é aberto para visitas guiadas e para grupos de especialistas pré-marcados. O parque contém a colecção nacional de modelos de soldados, e cinco milhas de trilhos marcados.

## Créditos cinematográficos
- Muitas das cenas de Wayne Manor no filme Batman (filme) de 1989 e da sequela de 1992, Batman Returns, foram gravadas em Hatfield House. *As cenas exteriores dos filmes de Lara Croft, com Angelina Jolie, foram gravadas em Hatfield House.
- O palácio aparece em The New World, de 2005, com Colin Farrell.
- O palácio aparece em cenas importantes do filme de 2007, Elizabeth: The Golden Age, uma sequela do filme Elizabeth, de 1998, protagonizado por Cate Blanchett e Geoffrey Rush, representando a casa onde Maria I da Escócia, numa actuação de Samantha Morton, foi mantida cativa antes da execução.

O aspecto mais importante em todos os filmes parece ser a atmosfera muito British e a arquitectura, tal como o gigantismo do palácio e do seu parque.